# Арбанон
Арбанон или Арбан е историческа област в Северна Албания
Исторически първото споменаване на днешните албанци е от 1078 г., във връзка с един бунт във византийската войска в тема Дирахон. Малко по-късно Анна Комнина в прословутата си Алексиада споменава за съществуването на областта Арбан. Арбан е назоваван в гръцките извори и като Арванон, а в българските като Арбанаска земя, а в посръбските – като Арбанас или Рабан.

## Етимология
През 2 век географът Птолемей споменава за съществуването на град Албанополис, намиращ се някъде в днешна Северна Албания. Това сведение се използва в албанската историография, като аргумент за автохтонността на албанците, но според критиката е съмнително античното име да се съхрани десет века, след като не се използва в исторически извори през целия период.

## Етнология
Утвърдилото се в латинските извори име на областта е Арбанон, по което се утвърждава названието и за народа – като албанци. Първото споменаване на областта на латински е от средата на 12 век, по повод латинската титла на един епископ по тези земи (лат. arbanensis, т.е. арбански → албански). Не е известно как се самоназовават албанците през средновековието, защото липсват собствени исторически извори.

## Етнологически вариации
Албанците, заселили се в Южна Италия през 15-16 век, се назовават и до днес арбареши, а тези в Гърция арванити, което име преминава транскрибирано в турски по времето на Османската империя като арнаути. Според някои източници днешното самоназвание на албанците е шиптари, макар че това е обидно.

## Местоположение
Мнозина изследователи поставят областта Арбанон или Арбан между поречието на реките Шкумбини и Мати, равнината на Круя и планините, опасващи река Дрин – в Северна Албания. Това е общовъзприетата теза за средновековното средище на албанската народност. В частност, и по-конкретно, Арбанонът се поставя по поречието на река Мати – с оглед на топонимията.